# 武汉大学计算机学院

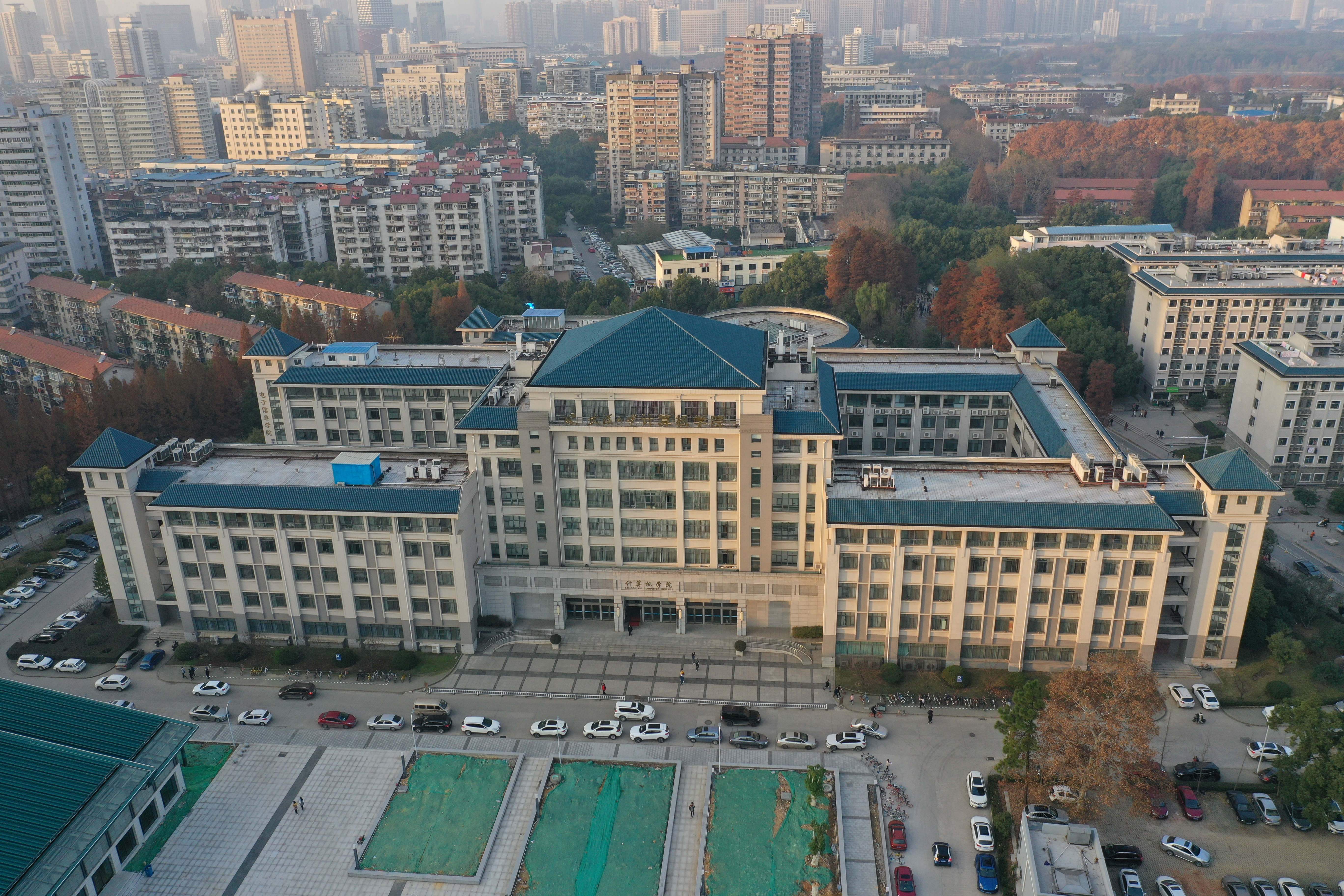

武汉大学计算机学院的历史可追溯到原武汉大学数学系建立的计算机专业，1978年独立为计算机科学系，是中国最早建立计算机科学院系的高校之一。在1999年的院系重组中，又与数学学院合并为数学与计算机科学学院。
2000年新武汉大学成立后，原武汉大学、武汉水利电力大学、武汉测绘科技大学的计算机系也随之合并成新的武汉大学计算机学院。
2010年1月11日，原武汉大学计算机学院、软件工程国家重点实验室、国家多媒体软件工程技术研究中心和武汉大学计算中心整合成现在的计算机学院。
自学院成立至今，学院在计算机理论、人工智能、专家系统、并行算法、演化计算、信息安全、软件工程、分布并行处理、分布式数据库、网络工程、多媒体技术、可视化技术、决策支持系统、软件开发工具与环境、计算机应用等领域作了大量基础研究和开发应用工作。共完成国家重点攻关项目、863计划高科技项目、跨世纪人才基金项目、国家和省自然科学基金项目、国际合作和其他研究课题200余项。在研科研项目100余项，有多个项目获得国家和省部级奖，出版著作130余部，在各类学术期刊上发表论文1500余篇，被SCI、EI和ISTP收录157篇。

## 院友
- 雷军[3]